# ألان جونز (مهندس معماري)
ألان جونز (بالإنجليزية: Alan Jones)‏ هو مهندس معماري بريطاني، ولد في 1964.